# Pterolophia mediomaculata
Pterolophia mediomaculata là một loài bọ cánh cứng trong họ Cerambycidae.